# گروه گالاهر
گروه گالاهر (انگلیسی: Gallaher Group) شرکت دخانیات بریتانیایی است، که در سال ۱۸۵۷ تأسیس شد.